# باغ معلق
باغ معلق نمونه‌ای از معماری همساز با اقلیم است که معمولاً به شکل یک باغچهٔ هنری یا مزرعهٔ کوچک شهری روی دیوار اجرا می‌شود. بیشترین کاربرد این باغ مصنوعی در مناطقی‌ست که در آن زمین به ندرت یافت می‌شود.

## تاریخچه
مشهورترین باغ‌های معلق، باغ‌های معلق افسانه‌ای بابل از عجایب هفتگانه قدیم بودند که در عراق امروزی وجود داشتند.

## کاربرد معاصر
باغ‌های معلق دیوارهای سبز روی نما، بالکن، تراس، قسمتی از بام سبز خانه، مجتمع‌های مسکونی-تجاری یا ساختمان‌های اداری و دولتی به کار می‌روند.